# Жук, Александр Иванович (ректор)
Александр Иванович Жук (белор. Аляксандр Іванавіч Жук) (род. 10 октября 1956, Минск) — ректор Белорусского государственного педагогического университета, доктор педагогических наук, профессор, первый директор лицея БГУ.

## Биография
Александр Иванович Жук родился 10 октября 1956 года в Минске. Окончил механико-математический факультет БГУ (1979). Кандидат педагогических наук (1986), доктор педагогических наук (1998), профессор (1999). Работал учителем математики (1984—1985, 1988—1998), ассистентом, старшим преподавателем, доцентом БГУ (1979—1983, 1986—1992). Является первым директором лицея БГУ (1989—1992). В 1992—1997 гг. в качестве ректора возглавлял Институт повышения квалификации и переподготовки руководящих работников и специалистов образования, затем — ректор Академии последипломного образования (1997—2000) и одновременно профессор, заведующий кафедрой педагогики этой академии. С 2000 г. — первый проректор БГУ и одновременно ректор Республиканского института высшей школы БГУ. С 2001 года по 2014 год работал в должности первого заместителя Министра образования Республики Беларусь. С 3 мая 2014 г. – ректор учреждения образования "Белорусский государственный педагогический университет имени Максима Танка".

## Область научных интересов
Проблемы развития образования, управление инновационными образовательными процессами, повышение квалификации и переподготовка педагогических кадров. Александр Иванович является членом-корреспондентом Белорусской академии образования (1995), вице-президентом Белорусской академии образования (1999), ученым секретарем специализированного Совета БГУ по защите докторских диссертаций, председателем специализированного Совета БГУ по защите кандидатских диссертаций, членом Экспертного совета БелВАК (2000). Он — член коллегии Министерства образования Республики Беларусь, председатель Совета республиканского общественного движения «Педагоги за мир и взаимопонимание», главный редактор журнала «Кіраванне ў адукацыі», член методического Совета Евразийской ассоциации университетов (2001), первый заместитель главного редактора журнала «Фокус» (1994—1998). В течение ряда лет был национальным координатором Республики Беларусь в программе Совета Европы по повышению квалификации учителей (1995—1999). Отличник образования Республики Беларусь (1996). Опубликовал более 80 научных и учебно-методических работ. Подготовил трех кандидатов наук. Читает лекции по современным проблемам общего среднего и высшего образования.

## Основные труды
- Концепция ИПК как центра развитая образовательных практик. Мн., 1995 (руководитель авторского коллектива).
- Комплект учебно-программной документации базовых курсов повышения квалификации педагогических кадров: В 26 ч. Мн., 1999 (руководитель авторского коллектива).
- Деятельностный подход в повышении квалификации: активные методы обучения. Мн., 1994 (в соавт.).
- Проблемы профессиональной компетентности кадров образования: содержание и технологии аттестации. Мн., 1996 (в соавт.).
- Гуманизация и гуманитаризация математического образования в школе: В 3 ч.: Учебное пособие. Мн., 2000 (в соавт.).
- Управленческие и дидактические аспекты технологизации образования: Учебно-методическое пособие. Мн., 2000 (в соавт.).
- Жук, А. И. Активные методы обучения в системе повышения квалификации педагогов : учеб. пособие для системы повышения квалификации и переподгот. кадров образования / А. И. Жук, Н. Н. Кошель. — 2-е изд. — Минск : Аверсэв, 2004. — 336 с.
- Академия последипломного образования: история, традиции, современность / А. И. Жук [и др.]; под ред. О. И. Тавгеня; Акад. последиплом. образования. -Минск : АПО, 2005. — 144, [1] с., [6] л. ил.
- Белорусская педагогическая энциклопедия в 2-х томах (член редакционной коллегии) — Минск, «Адукацыя і выхаванне», 2015. — 735 с.